# Nunavut
Nunavut (ang. wym. [ˈnuːnəˌvʊt]; inuktitut ᓄᓇᕗᑦ, wym. [ˈnunavut]) – terytorium Kanady. Nunavut w inuktitut oznacza „nasz kraj”. Nunavut graniczy od zachodu z Terytoriami Północno-Zachodnimi od południa z Manitobą. Posiada też południową granicę morską z Quebekiem i Ontario (przez Zatokę Hudsona) i na wschodzie poprzez Cieśninę Davisa, Naresa i Morze Baffina z Grenlandią. Terytorium zawiera wody i lody dochodzące do bieguna północnego. Terytorium zostało utworzone w 1999 z terenów Terytoriów Północno-Zachodnich. Ustawa o Nunavut, została uchwalona przez Parlament Kanady. Ustawa została przygotowana na podstawie roszczenia Nunavut z 1993. Około 85% ludności terytorium stanowią Inuici. Językiem urzędowym terytorium obok angielskiego i francuskiego są języki inuktitut i inuinnaqtun. Część tzw. Inuit Nunangat.

## Geografia

### Ukształtowanie powierzchni
Nunavut obejmuje nizinny, tundrowy obszar kontynentalny wzdłuż północno-zachodnich wybrzeży Zatoki Hudsona oraz wybrzeża Morza Arktycznego do południka 122°W. Obszar terytorium zajmuje także szereg wysp arktycznych (do największych należą: Wyspa Wiktorii, Ziemia Baffina, Devon, Wyspa Księcia Walii, Wyspa Melville’a). Większość z nich ma charakter nizinnej pustyni arktycznej. Jedynie na wielkiej Ziemi Baffina rozciąga się wysoki grzbiet górski.

### Wody śródlądowe
Kontynentalna część terytorium, leżąca w dziale wodnym Zatoki Hudsona, poprzecinana jest licznymi strumieniami, tworzącymi szerokie rozlewiska w postaci wielu jezior. Wyspy arktyczne mają swoje indywidualne cechy.

### Klimat
Nunavut rozciągnięty od równoleżnika 60°N do bieguna leży w strefie arktycznej i subarktycznej. W kontynentalnej części panuje klimat subarktyczny z krótkim, zaledwie dwumiesięcznym latem. Średnia temperatura lipca wynosi około 11 °C, lecz w słoneczne dni powietrze może być nagrzane nawet do temperatury 25 °C. W zimie temperatury spadają poniżej –30 °C.

### Bogactwa naturalne
Przez długi czas nie interesowano się bogactwami naturalnymi tego obszaru. Dopiero perspektywa utworzenia nowego terytorium nasiliła poszukiwania geologiczne. Zainicjowane i ciągle kontynuowane badania geologiczne wskazują na znaczne zasoby – złota, diamentów oraz innych kamieni szlachetnych, rud żelaza, ropy naftowej i gazu ziemnego.

### Miejscowości
Kanadyjski urząd statystyczny (Statistics Canada) wyszczególnia sześć skupisk ludności (ang. population centres, fr. centres de population) na terenie prowincji (w nawiasach liczba ludności w 2021 roku):
- Iqaluit (6991)
- Arviat (2766)
- Rankin Inlet (2698)
- Baker Lake (1653)
- Cambridge Bay (1403)
- Gjoa Haven (1110)

## Historia
Nunavut, terytorium Kanady powstałe w 1999, w większości zamieszkane jest przez naród Inuitów. Począwszy od X w. rozwinął on bardzo specyficzną kulturę opartą na łowiectwie. Od XVII w. Inuici rozpoczęli intensywne kontakty z Kompanią Zatoki Hudsona, które doprowadzając do znacznego postępu materialnego narodu, zniszczyły jego tradycyjną kulturę. Wycofanie się Kompanii z handlu w rejonach arktycznych w latach trzydziestych XX w. doprowadziło Inuitów na krawędź zagłady biologicznej. Począwszy od lat 70. Inuici przechodzą odrodzenie narodowe, kulturowe i gospodarcze, które doprowadziło do powstania samorządnego terytorium.

## Struktura polityczna i administracyjna terytorium
W Nunavut nie działają partie polityczne. Całe terytorium podzielone jest na 19 jednomandatowych okręgów wyborczych, w których wybierani są przedstawiciele do terytorialnego Zgromadzenia Legislacyjnego – teritorial Legislative Assembly. Spośród tych 19 osób w wyniku wewnętrznych decyzji wybierane są osoby premiera (do 1994 r. funkcja ta była nazywana Government Leader – przewodniczącego rządu) i marszałka zgromadzenia. Następnie spośród pozostałych 17 deputowanych tworzony jest gabinet. Członkowie gabinetu kierują ministerstwami:
- Departament of Executive and Intergovernmental Affairs – Departament Wykonawczy i Spraw Międzyrządowych
- Departament of Finance – Departament Finansów
- Departament of Culture, Language, Elders and Youth – Departament Kultury, Języka, Starszych i Młodzieży
- Departament of Health and Social Services – Departament Zdrowia i Usług Socjalnych
- Departament of Education – Departament Edukacji
- Departament of Sustainable Development Departament Zrównoważonego Rozwoju
- Departament of Justice – Departament Sprawiedliwości
- Departament of Human Resources – Departament Zasobów Ludzkich
- Departament of Community Government and Transportation – Departament Transportu i Samorządów Lokalnych.

Pozostali deputowani tworzą opozycję.

## Gospodarka
Tradycyjna gospodarka terenów oparta jest na łowiectwie, rybołówstwie i rękodziele. Finansowo terytorium uzależnione jest od znacznych dotacji federalnych. Sytuacja ulega jednak powolnej zmianie. Systematyczne badania geologiczne ukazują olbrzymi potencjał drzemiący w terytorium. Plany na przyszłość uwzględniają rozpoczęcie wydobycia wielu cennych minerałów, których pokłady wciąż są odkrywane. Statystyki ostatnich lat pokazują, że gospodarka Nunavut rozwija się pięciokrotnie szybciej niż całej Kanady. Opublikowany w 1999 raport The Sivummut Economic Development Strategy Group widział możliwości rozwoju następujących gałęzi przemysłu w terytorium:
| Gałąź przemysłu         | dochód w 1999 mln dolarów rocznie | dochód w 2013 mln dolarów rocznie |
| ----------------------- | --------------------------------- | --------------------------------- |
| łowiectwo i rybołówstwo | 30                                | 35                                |
| rękodzieło artystyczne  | 30                                | 50                                |
| usługi wewnętrzne       | 200 drobnych przedsiębiorstw      | 500 drobnych przedsiębiorstw      |
| turystyka               | 5                                 | 20                                |
| górnictwo               | 187                               | 300                               |
| górnictwo naftowe       | –                                 | 50                                |